# Belgern-Schildau
Belgern-Schildau ist eine sächsische Stadt im Landkreis Nordsachsen. Die Stadt hat 7513 Einwohner (Stand: 31. Dezember 2023) und besteht aus 22 Ortsteilen. Gebildet wurde sie am 1. Januar 2013 aus dem Zusammenschluss der Städte Belgern und Schildau. Der Verwaltungssitz befindet sich in Belgern.

## Geographie

### Geographische Lage
Belgern-Schildau erstreckt sich über eine Fläche von 159 km² zwischen der Elbe im Osten und dem nordwestlichen Ende der Dahlener Heide. Die Heide, von der große Flächen als Landschaftsschutzgebiet ausgewiesen sind, trennt die beiden Hauptorte voneinander. Belgern-Schildau liegt etwa neun Kilometer südlich der Großen Kreisstadt Torgau. Die Große Kreisstadt Wurzen liegt vom Zentrum des Gemeindegebietes etwa 25 Kilometer entfernt. Bis nach Leipzig sind es etwa 45 Kilometer. Belgern liegt auf 156 m ü. NN, Schildau auf 127 m ü. NN.
An das Stadtgebiet grenzt im Nordwesten die Gemeinde Mockrehna, im Norden ist Torgau benachbart. Nordöstlich der Stadt liegt Arzberg. Im Osten grenzt Belgern-Schildau an die Stadt Mühlberg/Elbe aus dem brandenburgischen Landkreis Elbe-Elster. Die südliche Begrenzung des Stadtgebietes bilden Cavertitz und Dahlen. Westlich der Stadt liegt die Gemeinde Lossatal aus dem Landkreis Leipzig.

### Stadtgliederung

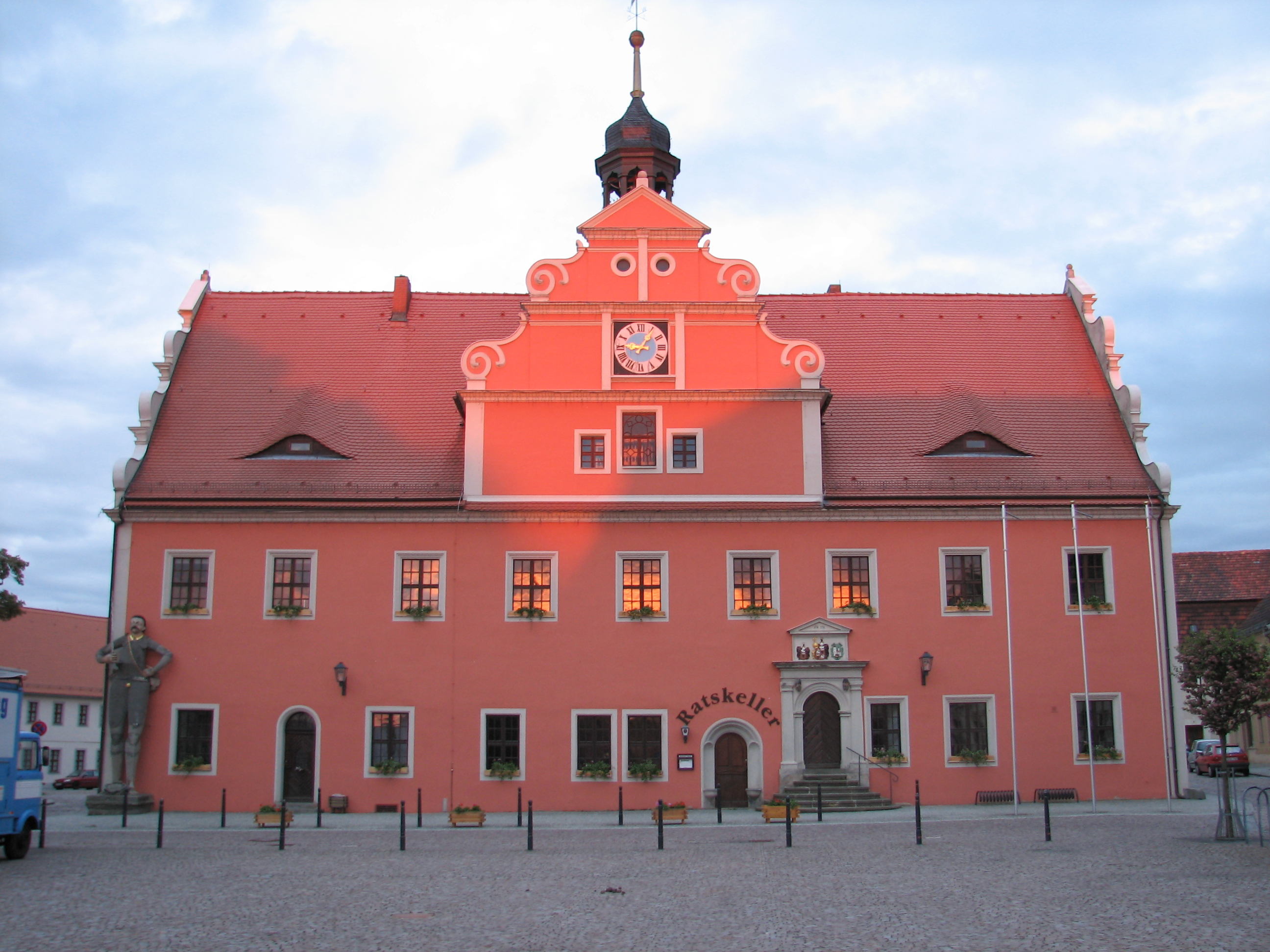
Das Belgerner Rathaus, Verwaltungssitz der Stadt

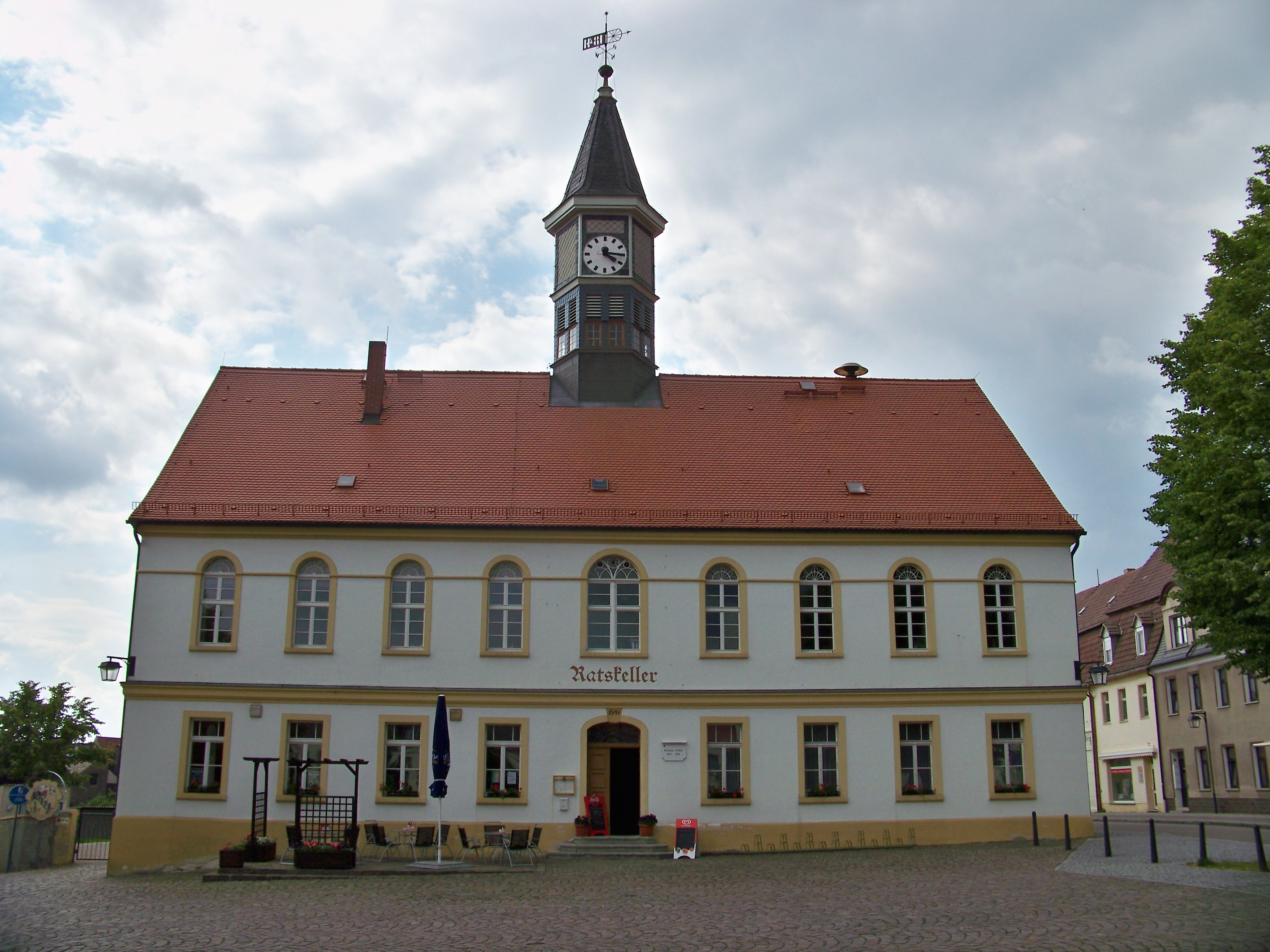
Das Rathaus in Schildau wird als Außenstelle weiterbetrieben.

Zu Belgern-Schildau gehören folgende Ortsteile:
- Ammelgoßwitz
- Belgern
- Bockwitz
- Döbeltitz
- Dröschkau
- Kaisa
- Kobershain
- Lausa
- Liebersee
- Mahitzschen
- Neußen
- Oelzschau
- Plotha
- Probsthain
- Puschwitz
- Schildau
- Seydewitz
- Sitzenroda
- Staritz
- Taura
- Treblitzsch
- Wohlau

Neben den amtlichen Ortsteilen existieren noch eine Reihe Wüstungen auf dem Stadtgebiet, dies sind Baurik, Dölbitz, Förstchen, Heide, Katschitz, Krausnitz und Wölknitz. Zudem liegen Teile der Wüstungen Spauditz, Leiploch und Naundorf in den Gemarkungen der Stadt.

## Geschichte von Belgern und Schildau

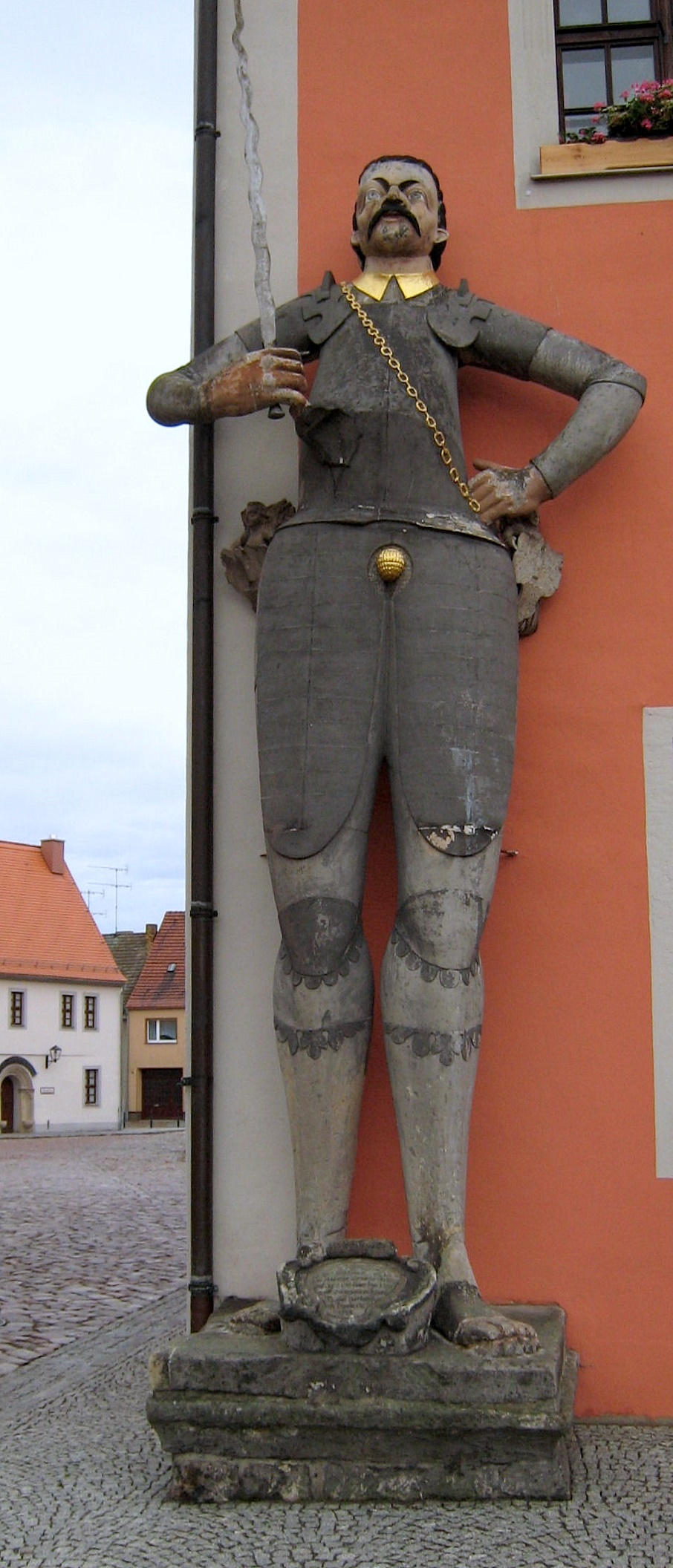
Roland zu Belgern

Belgern wird erstmals am 5. Juni 973 als civitas Belgora erwähnt. Der Name ist slawischen Ursprungs und bedeutet „Weißer Berg“, was sich auf die Lage der Stadt bezieht. Schildau taucht erst gut 200 Jahre später in einer Urkunde von 1184 als civitas Schildoe auf. Civitas war im Mittelalter die gängige Bezeichnung für eine größere Stadt. Als oppidum werden kleinere Städte bezeichnet. Als solches wird Belgern am 6. Mai 1286 in einer Schlichtungsurkunde bezeichnet. Für Schildau weisen Funde aus der Steinzeit auf frühzeitliche Besiedlung der Region hin. Im Jahr 1551 gab es in Belgern 122 und in Schildau 82 Häuser. Ab dem 16. Jahrhundert gehörte die gesamte Region um Belgern und Schildau zum Amt Torgau im Kurfürstentum Sachsen. Zuvor war Belgern Sitz des Amts Belgern, das 1581 mit dem Torgauer Amt zusammengelegt wurde.
Nach dem Wiener Kongress musste Sachsen einen Großteil des Amtsgebietes an Preußen abtreten, das auf dem Gebiet den Kreis Torgau errichtete. Dieser hatte bis zur Auflösung der Länder in der DDR Bestand. Beide Städte waren durch die Unierten evangelischen Kirchen geprägt. In die Schildauer Kirche waren Schilderhain und Blankenau gepfarrt, zur Kirchgemeinde Belgern gehörten Korgitzsch, Ammelgoßwitz, Döbeltitz, Köllitsch, Mahitzschen, Ottersitz und Tauschwitz sowie Treblitzsch. Die Gemarkung Belgern hatte 1895 eine Fläche 1560 Hektar, auf der 2864 Menschen lebten. In Schildau waren 1361 Personen auf 1057 Hektar.
Nach dem Zweiten Weltkrieg kam das Gebiet unter sowjetische Besatzung und wurde wenige Jahre später Teil der DDR. In der Kreisreform 1952 wurde ein neuer Kreis Torgau eingerichtet, der dem Bezirk Leipzig angehörte. Nach dem Zusammenbruch der DDR wurde 1990 eine Volksabstimmung in Gang gesetzt, um die Zugehörigkeit des Kreises Torgau und seiner Gemeinden zu den neuen Bundesländern zu klären. Im Kreis Torgau entschied man sich für den Freistaat Sachsen. Wenig später folgten weitere verwaltungstechnische Änderungen, so wurde der Landkreis Torgau mit dem angrenzenden Landkreis Oschatz im Jahr 1994 zum Landkreis Torgau-Oschatz zusammengelegt. Er gehörte dem Regierungsbezirk Leipzig an, der in etwa mit dem DDR-Bezirk vergleichbar ist. Der Landkreis Torgau-Oschatz wiederum hatte nur 14 Jahre Bestand, er ging zum 1. August 2008 im Landkreis Nordsachsen auf, der aus der Fusion mit dem Landkreis Delitzsch gebildet wurde.
Die stark verschuldete Stadt Schildau wollte ursprünglich mit Torgau fusionieren, da zuvor gehandelte Vereinigungen mit Belgern, Mockrehna oder Dahlen im Stadtrat keine Mehrheit fanden. Schließlich stimmte der Stadtrat doch der Fusion mit Belgern zu. Damit konnte die Vereinigung zu Belgern-Schildau zum 1. Januar 2013 durchgeführt werden.
Die historisch gewachsenen Titel „Gneisenaustadt“ für Schildau und „Rolandstadt“ für Belgern fielen bei der Fusion vorerst weg. Den amtlichen Titel Gneisenaustadt trug Schildau seit 1952. Er leitete sich von dem Feldmarschall August Neidhardt von Gneisenau ab, der in Schildau geboren wurde. Belgern führte den Beinamen wegen der zuerst hölzern und später steinern ausgeführten, fast sechs Meter hohen Rolandstatue am Belgerner Rathaus.

### Eingemeindungen
Die ersten Eingemeindungen von Gemeinden fanden 1938 und 1950 statt, noch vor der großen Gebietsreform 1952. So wurden die Gemeinden Liebersee, Mahitzschen, Lausa, Wohlau und die Stadt Schildau durch Eingliederungen vergrößert. Die Gemeindestruktur blieb anschließend während der übrigen DDR-Zeit unverändert. Erst nach dem Beitritt zum Land Sachsen kam es wieder zu Gebietsänderungen in der Region. Die großen Eingemeindungswellen erlebten Belgern und Schildau in der Mitte der 1990er Jahre.
| Ehemalige Gemeinde bzw. Gutsbezirk            | Datum                | Anmerkung                                                                           |
| --------------------------------------------- | -------------------- | ----------------------------------------------------------------------------------- |
| Altenhain                                     | 17. Juli 1873        | Eingemeindung der wüsten Mark nach Schilderhain                                     |
| Ammelgoßwitz, Gutsbezirk Rittergut            | N/A                  | Eingemeindung nach Ammelgoßwitz                                                     |
| Ammelgoßwitz                                  | 1. Juli 1950         | Eingemeindung nach Liebersee                                                        |
| Belgern                                       | 1. Januar 2013       | Zusammenschluss zu Belgern-Schildau                                                 |
| Blankenau, Gutsbezirk Freigut                 | zwischen 1928 - 1930 | Eingemeindung nach Schildau                                                         |
| Bockwitz                                      | 1. März 1994         | Eingemeindung nach Belgern                                                          |
| Döbeltitz                                     | 20. Juli 1950        | Eingemeindung nach Mahitzschen                                                      |
| Dröschkau, Gutsbezirk Rittergut               | zwischen 1928 - 1930 | Eingemeindung nach Belgern                                                          |
| Kaisa                                         | 20. Juli 1950        | Eingemeindung nach Lausa                                                            |
| Kobershain, Gutsbezirk Rittergut              | zwischen 1928 - 1930 | Eingemeindung nach Kobershain                                                       |
| Kobershain                                    | 1. Januar 1999       | Eingemeindung nach Gneisenaustadt Schildau                                          |
| Kurzwalde mit Kurzwaldermühle                 | 29. Januar 1874      | Eingemeindung der wüsten Mark und Mühle nach Schildau                               |
| Lausa                                         | 1. Januar 1999       | Eingemeindung nach Belgern                                                          |
| Liebersee                                     | 1. März 1994         | Eingemeindung nach Belgern                                                          |
| Mahitzschen, Gutsbezirk Rittergut             | zwischen 1928 - 1930 | Eingemeindung nach Mahitzschen                                                      |
| Mahitzschen                                   | 1. April 1993        | Eingemeindung nach Belgern                                                          |
| Neußen                                        | 1. Januar 1999       | Eingemeindung nach Belgern                                                          |
| Niedernaundorf mit Neumühle                   | 29. Januar 1874      | Eingemeindung der wüsten Mark und Mühle nach Schildau                               |
| Oelzschau, Gutsbezirk Rittergut               | zwischen 1928 - 1930 | Eingemeindung nach Oelzschau                                                        |
| Oelzschau                                     | 20. Juli 1950        | Eingemeindung nach Wohlau                                                           |
| Plotha mit Kleinstaritz, Gutsbezirk Rittergut | zwischen 1928 - 1930 | Eingemeindung nach Staritz                                                          |
| Probsthain                                    | 1. Januar 1994       | Eingemeindung nach Gneisenaustadt Schildau                                          |
| Puschwitz, Gutsbezirk Rittergut               | zwischen 1928 - 1930 | Eingemeindung nach Puschwitz                                                        |
| Puschwitz mit Krausnitz(mühle)                | zwischen 1927 - 1933 | Eingemeindung nach Neußen                                                           |
| Gneisenaustadt Schildau (bis 1952 Schildau)   | 1. Januar 2013       | Zusammenschluss zu Belgern-Schildau                                                 |
| Schilderhain                                  | 1. Oktober 1938      | Eingemeindung nach Schildau                                                         |
| Seydewitz                                     | 20. Juli 1950        | Eingemeindung nach Wohlau                                                           |
| Sitzenroda                                    | 1. Januar 1994       | Eingemeindung nach Gneisenaustadt Schildau                                          |
| Sitzenroda, Gutsbezirk Oberförsterei          | zwischen 1928 - 1950 | Teileingliederung nach Belgern, Mahitzschen, Neußen, Schildau, Sitzenroda und Taura |
| Staritz                                       | 1. Januar 1996       | Eingemeindung nach Belgern                                                          |
| Taura                                         | 1. Januar 1999       | Eingemeindung nach Gneisenaustadt Schildau                                          |
| Weißig mit Neblich                            | 7. Februar 1875      | Eingemeindung der wüsten Mark nach Taura                                            |
| Wölknitz mit Förstchen                        | 7. Februar 1875      | Eingemeindung der wüsten Mark nach Taura                                            |
| Wohlau, Gutsbezirk Rittergut                  | zwischen 1928 - 1930 | Eingemeindung nach Wohlau                                                           |
| Wohlau                                        | 1. März 1994         | Eingemeindung nach Belgern                                                          |

## Politik
- Linke: 1
- SPD: 1
- FdF: 2
- FWGTO: 5
- BRÜCKE: 1
- CDU: 5
- AfD: 4

Drei Sitze der AfD bleiben unbesetzt. Der Stadtrat verkleinert sich entsprechend.

### Stadtrat
Seit der Stadtratswahl am 9. Juni 2024 verteilen sich die 19 Sitze des Stadtrates wie nebenstehend auf die einzelnen Gruppierungen. Ergebnisse früherer Wahlen sind tabellarisch aufgelistet.
| Liste                                   | 2024   | 2024   | 2019   | 2019   | 2014    | 2014    |
| Liste                                   | Sitze  | in %   | Sitze  | in %   | Sitze   | in %    |
| --------------------------------------- | ------ | ------ | ------ | ------ | ------- | ------- |
| AfD                                     | 4      | 34,9   | –      | –      | –       | –       |
| CDU                                     | 5      | 23,5   | 5      | 23,0   | 8       | 34,3    |
| Freie Wählergemeinschaft Torgau-Oschatz | 5      | 21,0   | 9      | 38,3   | 5       | 22,9    |
| Freunde der Feuerwehr                   | 2      | 8,5    | 3      | 14,8   | 2       | 8,9     |
| SPD                                     | 1      | 5,3    | 1      | 6,1    | 1       | 7,2     |
| Brücke                                  | 1      | 4,4    | –      | –      | –       | –       |
| Linke                                   | 1      | 2,3    | 2      | 8,2    | 2       | 9,6     |
| Grüne                                   | –      | –      | 2      | 9,7    | 3       | 12,4    |
| FDP                                     | –      | –      | –      | –      | 1       | 4,6     |
| Wahlbeteiligung                         | 66,8 % | 66,8 % | 57,3 % | 57,3 % | 41, 8 % | 41, 8 % |

### Bürgermeister
Bürgermeister ist seit 2021 Ingolf Gläser (CDU).
| Wahl                                            | Bürgermeister  | Vorschlag | Wahlergebnis (in %) |
| ----------------------------------------------- | -------------- | --------- | ------------------- |
| 2021                                            | Ingolf Gläser  | CDU       | 66,2                |
| 2020                                            | Matthias Griem | FWG       | 55,5                |
| 2013                                            | Eike Petzold   | Petzold   | 54,5                |
| Neugründung (vorher siehe Belgern und Schildau) |                |           |                     |

### Wappen
Das Wappen wurde am 25. April 2014 durch den Landrat des Landkreises Nordsachsen genehmigt.

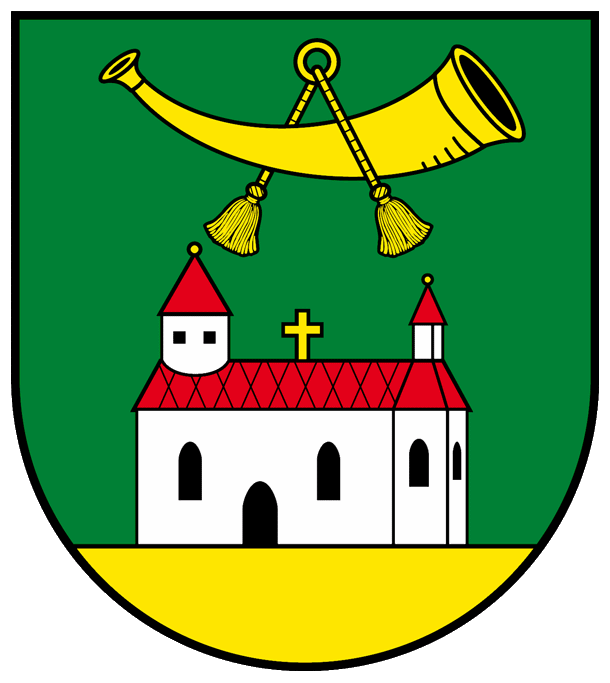
Wappen von Belgern-Schildau

Blasonierung: „In Grün auf goldenem Schildfuß eine silberne Kirche mit schwarzem Portal und Fenstern, vorn aus dem roten Dach wachsend ein silberner Rundturm mit zwei schwarzen Fensteröffnungen; hinten ein eckiges silbernes Türmchen, beide Türme mit rotem Dach und goldenem Knauf, dazwischen auf dem Dachfirst ein goldenes Kreuz; darüber schwebend an goldenem Band mit Quasten ein goldenes Hifthorn.“
Das Wappen, das vom Kommunalheraldiker Jörg Mantzsch gestaltet wurde, verbindet im Sinne von pars pro toto Elemente der Wappen der beiden namensgebenden Orte. Von Belgern kam das Hifthorn (frühe Form des Posthorns) in das Stadtwappen; von Schildau stammt die Kirche, die jetzt eine schwarze Pforte und schwarze Fenster hat und zudem auf goldenem Schildfuß steht (Anmerkung: Sowohl das Wappen von Belgern wie das von Schildau hatten geringfügige heraldische Abweichungen). Diese genannten Symbole stellen sich in einem grünen Schild dar, der sich an die Schildfarbe beider ehemaliger Stadtwappen anlehnt.
Die Farben der Stadt sind: Rot-Weiß-Grün

### Flagge
Die Flagge wird wie folgt beschrieben: Drei Streifen in den Farben Rot-Weiß-Grün (1:1:1) mit dem weiß konturierten Stadtwappen in der Mitte.

## Kultur und Sehenswürdigkeiten
→ siehe auch: Liste der Kulturdenkmale in Belgern-Schildau
Der Ortsteil Schildau ist als wahrscheinlicher Herkunftsort der Schildbürger bekannt.

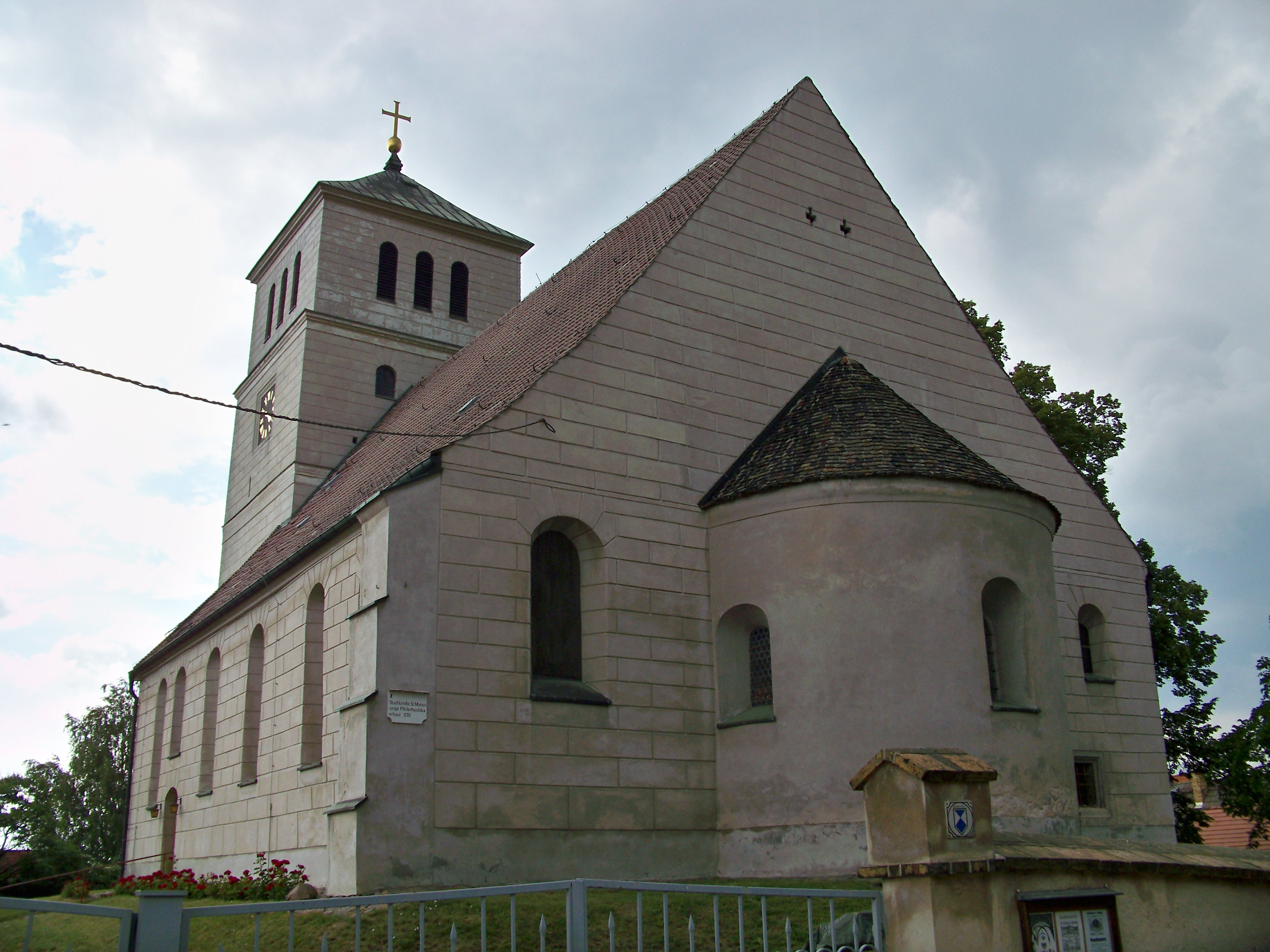
Kirche Schildau
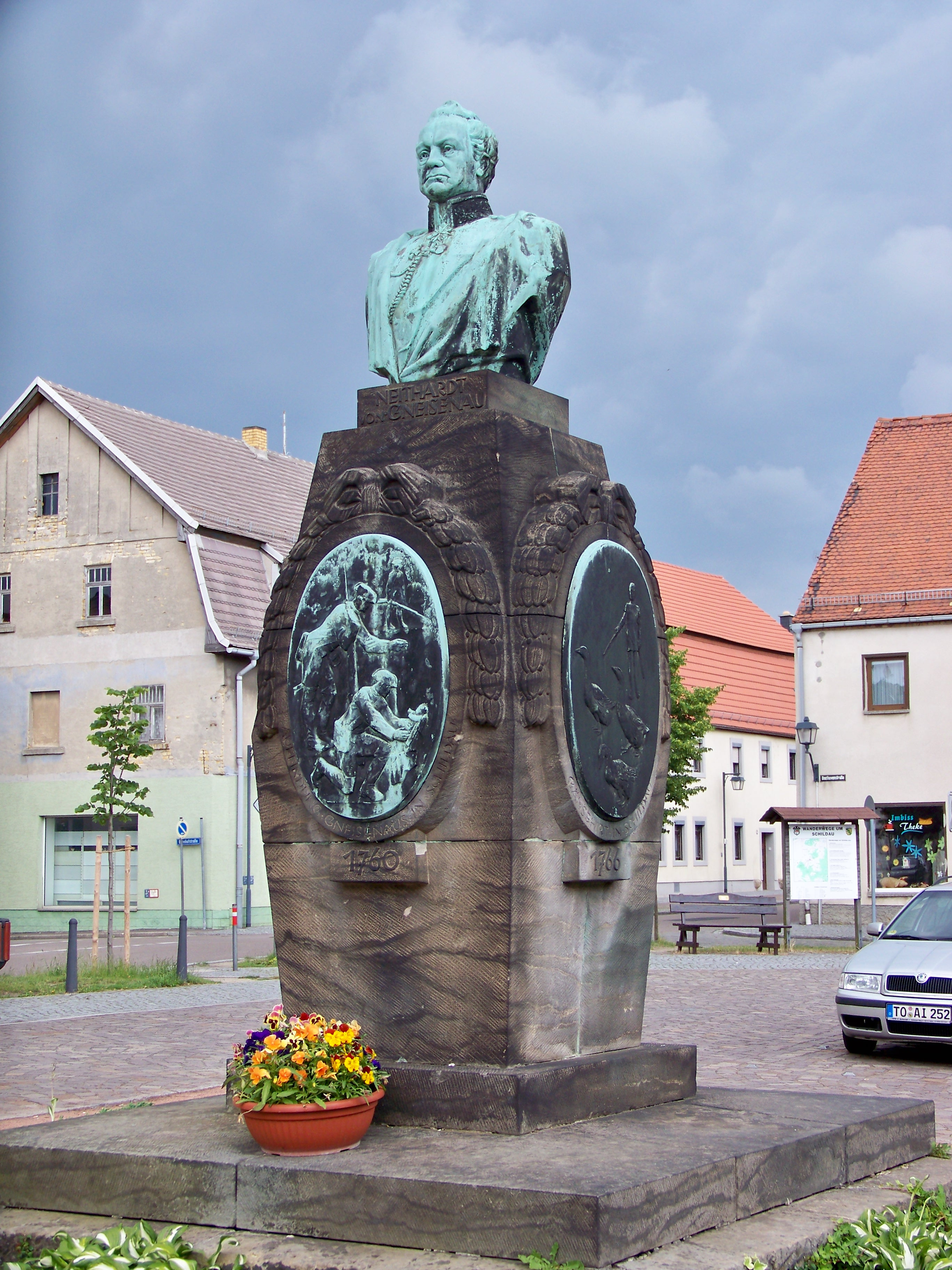
Gneisenaudenkmal Schildau
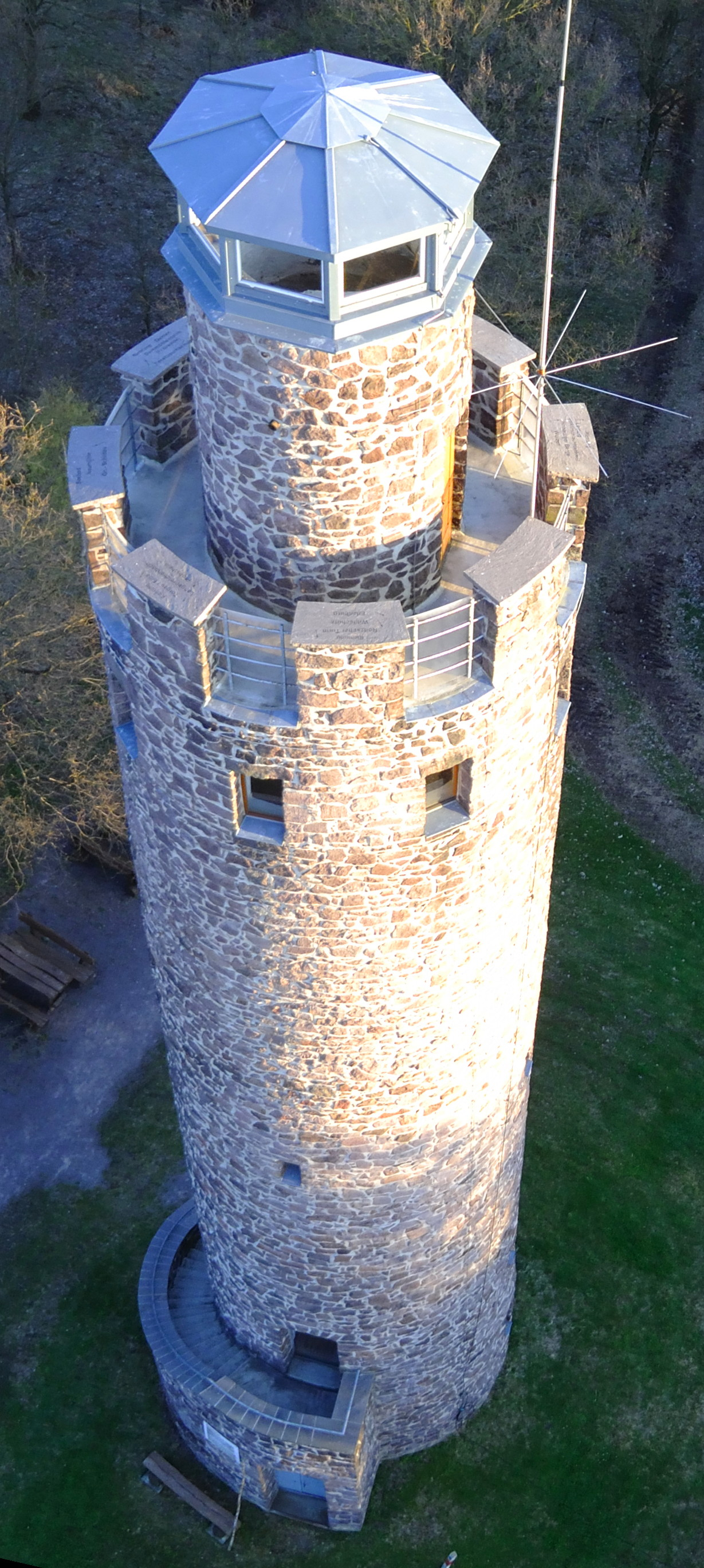
Schildbergturm
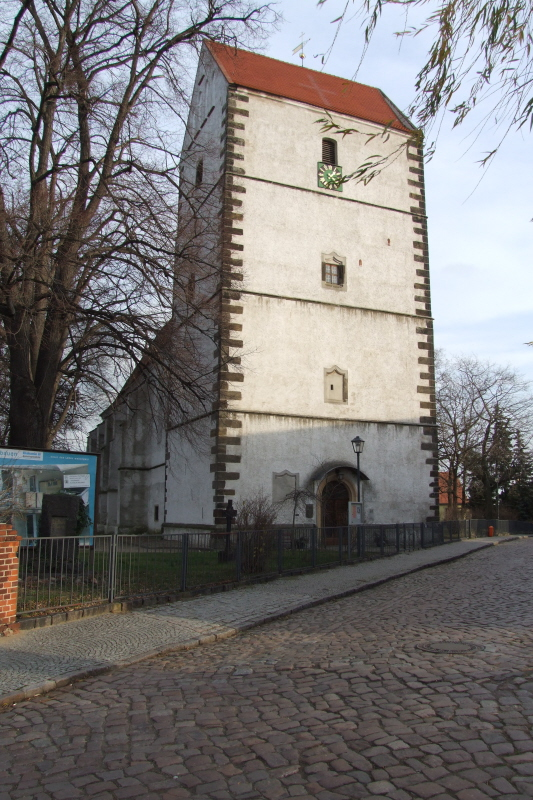
St. Bartholomäus in Belgern
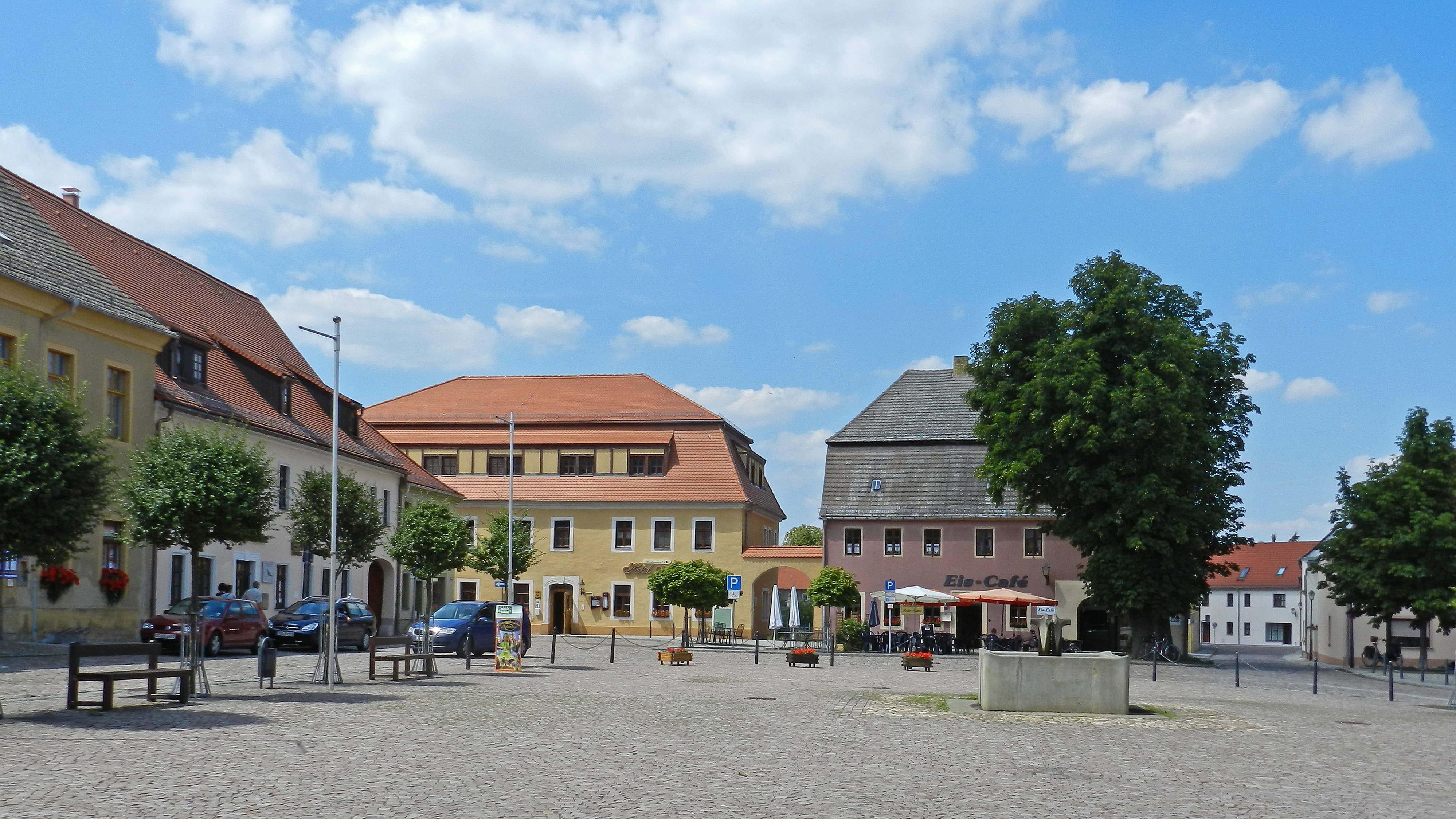
Belgerner Marktplatz
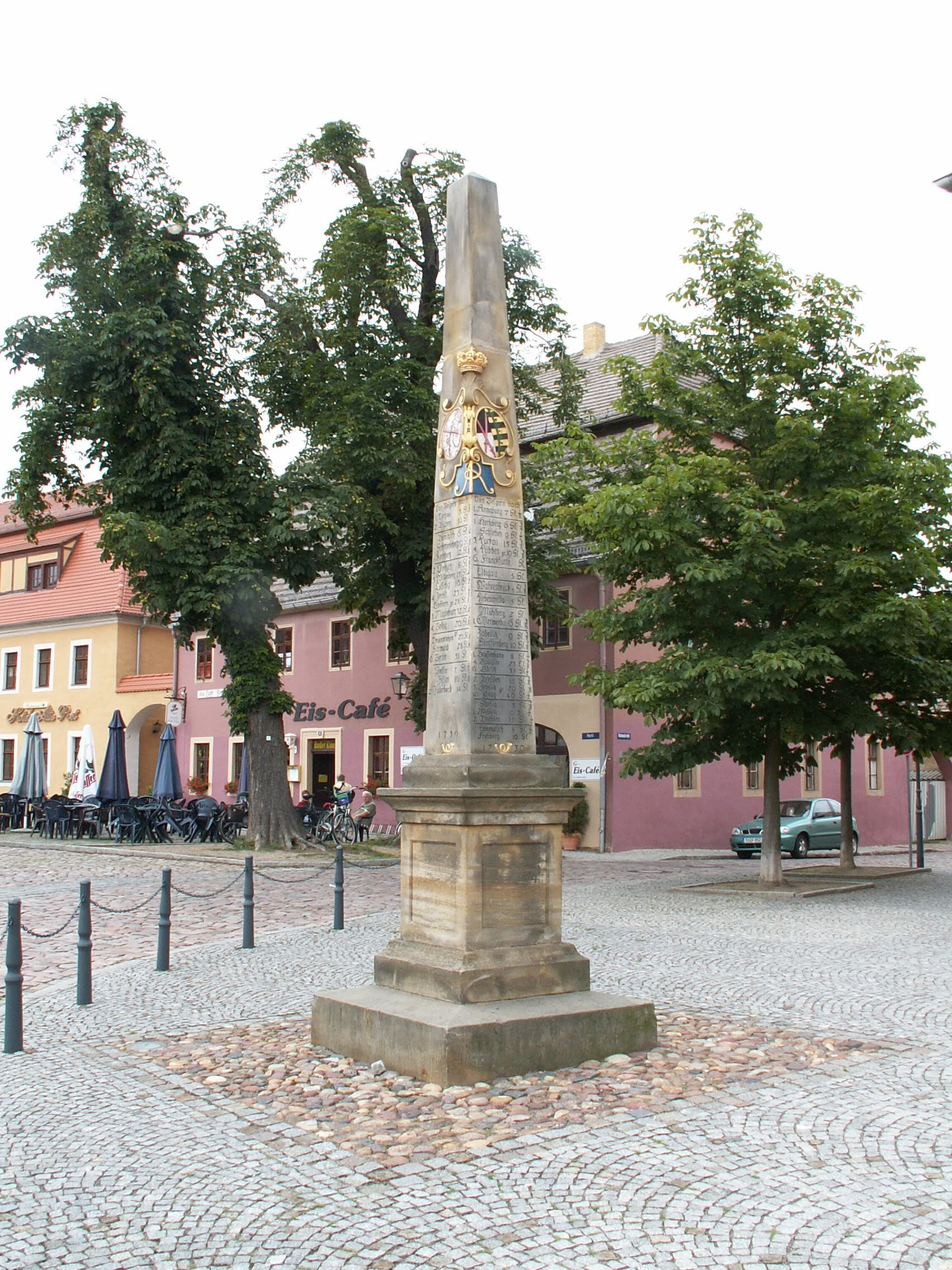
Postmeilensäule in Belgern

### Naturschutz
- Siehe auch: Liste der Naturdenkmale in Belgern-Schildau

## Wirtschaft und Infrastruktur

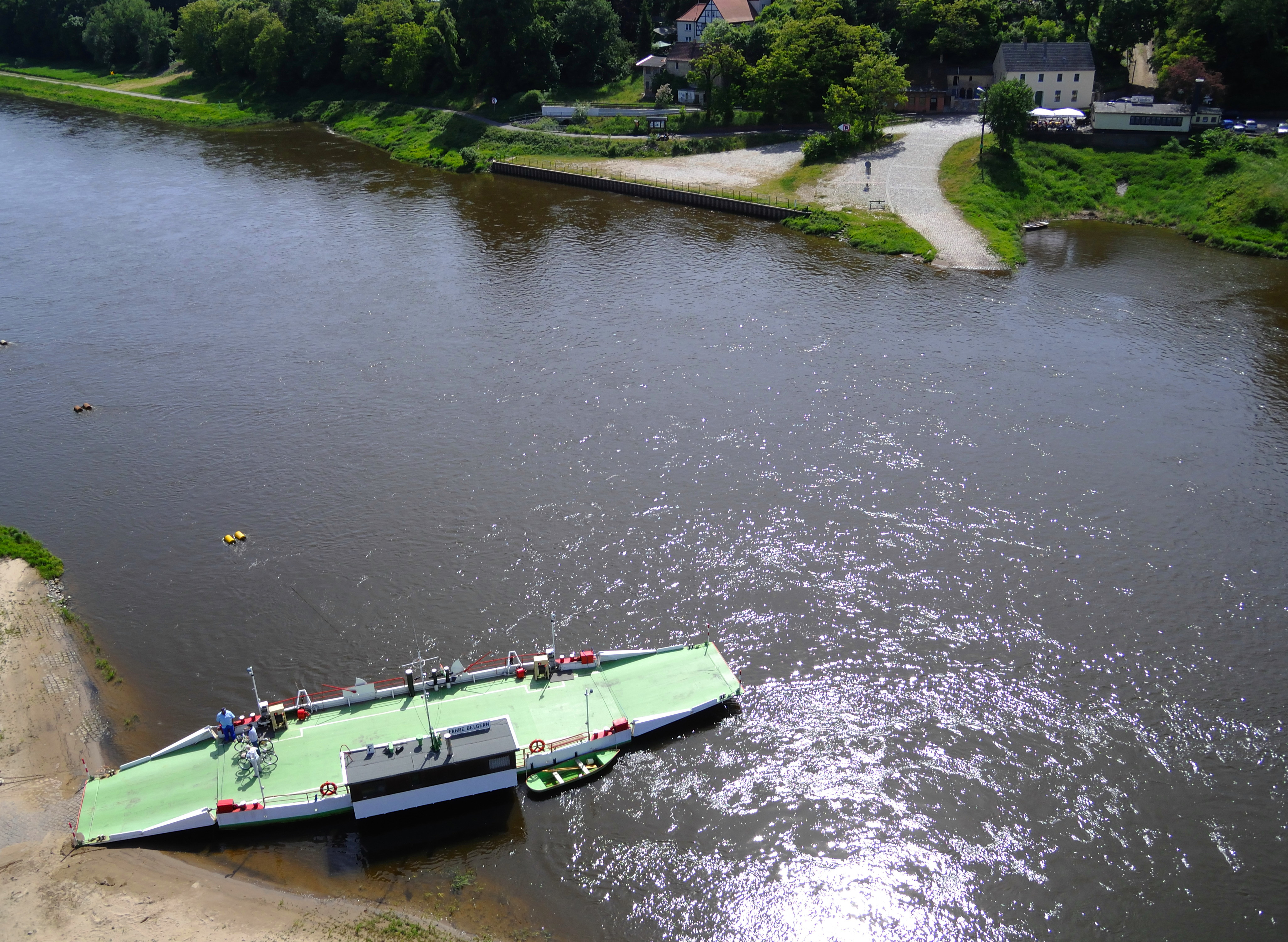
Die Belgerner Fähre

Durch Belgern verläuft die Bundesstraße 182, die die Stadt mit Torgau und Riesa verbindet. Mit einer Gierseilfähre wird Belgern zudem mit dem anderen Elbufer verbunden. Der Anschluss nach Brandenburg ist auch über eine Brücke zwischen den Ortsteilen Staritz und Seydewitz möglich. Die Bundesstraße 87 verläuft nördlich des Stadtgebietes und stellt die Verbindung zur Bundesautobahn 14 bei Taucha/Leipzig her. Von 1915 bis 1995 führte eine Bahnstrecke von Torgau nach Belgern. Auf dem Gemeindegebiet gab es zwei Bahnhöfe, einen in Mahitzschen und einen weiteren in Belgern, der zugleich Endstation war. Bis 1962 wurden sie regelmäßig von Personenzügen bedient. Auch Schildau hatte einen Bahnanschluss an die Hauptstrecke Leipzig–Cottbus, diese Stichbahn wurde bis 1971 im Personen- und Güterverkehr betrieben. Es gab zwei Bahnhöfe auf Gemeindegebiet – Probsthain und Schildau. Unmittelbar nach der Einstellung des Betriebs wurde die Strecke abgebaut.
Für den Radverkehr bedeutend ist der Elberadweg Prag–Hamburg, der an Belgern vorbeiführt. Schildau liegt an einer der Verbindungsspangen zwischen Elberadweg bei Belgern und Mulderadweg bei Wurzen. Außerdem ist Schildau Etappenort des Sächsischen Luther-Weges.

## Persönlichkeiten
- Friedrich Anton von Heynitz (1725–1802), Reformer des preußischen Berg- und Hüttenwesens
- Carl Wilhelm Benno von Heynitz (1738–1801), sächsischer Berghauptmann
- August Graf Neidhardt von Gneisenau (1760–1831), preußischer Generalfeldmarschall und Heeresreformer
- Hermann Schreck (1817–1891), Jurist und Politiker (DFP), MdR, MdL (Königreich Sachsen)
- Elise Krinitz (1825–1896), Schriftstellerin; letzte Geliebte Heinrich Heines
- Friedrich Wilhelm Hauffe (1845–1915), Politiker (Deutschkonservative Partei), MdR, MdL (Königreich Sachsen)
- Adelheid Bernhardt (1854–1915), Schriftstellerin, geboren in Puschwitz
- Adalbert Oehler (1860–1943), Oberbürgermeister von Düsseldorf (1911–1919)
- Ruth Kraft (1920–2015), Schriftstellerin, veröffentlichte 1953 das Werk „Das Schildbürgerbuch von 1598“, eine Neubearbeitung der Schildbürgerstreiche
- Lara Ochmann (1999-), WBF-International Champion, GBA und BDB Deutsche Meisterin WBF-Boxweltmeisterin im Super-Federgewicht